# Episodi di Fuoco amico TF45 - Eroe per amore
La serie televisiva Fuoco amico TF45 - Eroe per amore, formata da 8 episodi, è trasmessa in prima visione assoluta da Canale 5 dal 30 marzo all'11 maggio 2016.
| nº | Titolo          | Prima TV Italia |
| -- | --------------- | --------------- |
| 1  | Prima puntata   | 30 marzo 2016   |
| 2  | Seconda puntata | 6 aprile 2016   |
| 3  | Terza puntata   | 13 aprile 2016  |
| 4  | Quarta puntata  | 20 aprile 2016  |
| 5  | Quinta puntata  | 27 aprile 2016  |
| 6  | Sesta puntata   | 4 maggio 2016   |
| 7  | Settima puntata | 10 maggio 2016  |
| 8  | Ottava puntata  | 11 maggio 2016  |

## Prima puntata
Il Capitano Enea De Santis è il capo della Task Force 45, distaccamento incursori del 9º Reggimento d’Assalto Paracadutisti “Col Moschin” dell'Esercito Italiano, in missione speciale nella Valle del Gulistan (Provincia di Farah, Afghanistan Occidentale). Qui fa la conoscenza di Samira Kassem, volontaria di Recovery Nella misteriosa ricerca della verità sulla morte del padre Romeo, medico fondatore di Recovery che sarebbe stato ucciso dai talebani tre anni prima e che si scopre essere stato ucciso per aver fatto fuggire dalla struttura il trafficante e terrorista Gemini, Enea viene ostacolato da un gruppo eversivo di occidentali facente capo a Dorrico e presumibilmente anche dai suoi superiori dell'Amis (Agenzia Militare Informazione e Sicurezza): il generale Guidi, la dottoressa Borghi e l'agente Rebecchi il quale, sotto il falso nome di Francesco Marchesi e spacciandosi per un operatore di borsa, intrattiene una relazione con sua sorella Giulia che lavora all'ASI (Agenzia Spaziale Italiana). A Roma Enea va a trovare padre Riccardo Rabanotti che gli mostra una foto del padre con dietro Gemini al campo profughi di Farah. Enea capisce che Samira conosce Gemini dato che li aveva visti per caso insieme sotto il suo dormitorio ma la ragazza negherà di conoscerlo. Samira e Gemini si danno appuntamento all'Altopiano di Barak il giorno dopo. Enea ascolta la chiamata e convince Frezzolini e la sua squadra a recarsi in incognito sul posto con la scusa di scortare il corpo medico a metà strada a Pashtun Zarghun per delle vaccinazioni; in realtà di nascosto Frezzolini, ex capitano dell'esercito e ora inviato dei servizi segreti militari, avvisa il generale Guidi della spedizione. Arrivati all'appuntamento arrestano Samira e Gemini che dice di chiamarsi Mahamoud Jalili e di aver aiutato economicamente Recovery. In quel momento un drone ignoto (mandato dal mercenario Annibale Testa) sgancia una bomba mentre vi è una tempesta di sabbia uccidendo sei membri della TF45 (Gori, Chinniti, Misuraca, Di Perno e 2 autisti). I sopravvissuti si rifugiano nelle Caverne di Ghuran insieme ai due prigionieri e qui Bartolini muore per un'emorragia interna. Nel frattempo vengono additati come traditori dai media internazionali. Il caporale De Lucia di nascosto chiama la moglie venendo così intercettato dalla base. All'arrivo dei colleghi dell'esercito, accompagnati da Rebecchi e dal colonnello Montani, questi vengono circondati e costretti dalla TF45 a deporre le armi così da poter fuggire con i loro mezzi.
- Ascolti Italia: telespettatori 4 232 000 - share 16,78%[1]

## Seconda puntata
Grazie alle conoscenze di Gemini il gruppo rientra in Italia di notte a bordo di un aeroplano privato pilotato da Frezzolini e si rifugia a Montegelato (Valle del Treja). Da qui Enea avvisa il generale Guidi del loro arrivo e questo manda loro Rebecchi e la Borghi con alcuni agenti dell'AMIS che vengono colpiti da un cecchino appostato nel bosco. Gli agenti pensano che a sparare siano stati quelli della TF-45 e così rispondono al fuoco. Visentin, De Lucia, Landini con Gemini fuggono nel bosco da una parte mentre De Santis e Frezzo dall'altra parte inseguiti da Rebecchi; la Borghi e gli agenti riescono a catturare Samira e rientrano alla base. Frezzo confessa a Enea di aver avvertito Guidi del fatto che avrebbero arrestato Gemini e dopo una lite tra i due la TF-45 si ricongiunge e si ripara a Torvaianica in una casa disabitata di Loredana Nucci, un'amica del capitano.
Nel frattempo Samira all'AMIS viene interrogata e maltrattata dalla dottoressa Borghi che tenta invano di estrapolarle informazioni.
Da una cabina telefonica la dottoressa Landini, spacciandosi per una collega di lavoro, riesce a farsi passare Giulia De Santis da Rebecchi. Questa, su indicazioni del fratello, dall'ASI riesce a individuare il cecchino del bosco per via satellitare, anche l'AMIS riesce a riconoscerlo: è Annibale Testa, ex agente dell'AMIS e ora mercenario. Questo è ancora sul pezzo uccidendo padre Riccardo mentre sta raccontando ad Enea che anche un ragazzo afghano, Amir Rahimi, è stato salvato da Romeo a Farah e si è rifugiato a Roma dove lavora come benzinaio; qui racconta ad Enea e Frezzo di essere sopravvissuto a un attacco degli uomini di Testa.
Il generale Guidi ordina l'arresto di Giulia De Santis per stanare Enea ma la ragazza riesce a scappare e si rifugia a casa di Francesco. Guidi viene avvicinato da Enea e Frezzo per rassicurarlo sul loro intento e metterlo in guardia da terze parti.
Aprendo un file di una pennetta USB trovata sotto a una bilancia, Giulia scopre di essere spiata da Francesco.
Gemini si confida con Enea e dice di essere andato al campo profughi di Farah per recuperare la sua famiglia e di essere riuscito a salvare solo Samira mentre moglie, figlio, nuora e nipotina vengono uccisi dagli uomini di Testa.
Nicola Barengo, ex collaboratore informatico dell'AMIS contattato da Frezzo, inizia ad aiutare la TF-45 rendendosi utile come supporto informatico e può procurare armi e telefoni criptati. Viene escogitato il piano per liberare Samira dalla base AMIS: Frezzo avvicina la Borghi, e facendola tenere sotto tiro da Visentin, le ordina di far trasferire la ragazza in un appartamento sicuro e così sulla strada per Bel Poggio la scorta viene bloccata dalla TF-45 e Samira viene liberata. Tornati alla casa al mare trovano Gemini che è riuscito a prendere in ostaggio De Lucia e Samira ruba la pistola della Landini tradendo così Enea: i militari vengono legati in casa e la ragazza dichiara di essere la figlia del terrorista.
- Ascolti Italia: telespettatori 2 911 000 - share 11,86%[2]

## Terza puntata
Rebecchi e Guidi intuiscono che Gemini è il padre di Samira dato che tramite un suo conto pagava le rette universitarie della ragazza a Madrid. L'AMIS rintraccia la villa usata dalla TF-45 ma questi vengono liberati da Barengo e riescono a scappare appena in tempo. Nel frattempo Gemini e Samira si nascondono da un complice e fanno credere di essere scappati dall'Italia. Giulia si scaglia contro Rebecchi per essere stata spiata e lo chiude nel giardino di casa sua. Barengo scopre che dietro ai vaccini che facevano morire i profughi a Farah si cela la Nexus e risale al responsabile logistico Guido Agliardi; De Santis e Frezzo vanno a trovarlo nella sua casa a Boccea (dove sta vivendo in incognito i suoi ultimi giorni di vita dato che ha un cancro ai polmoni) e si fanno dare un dossier sui vaccini. Subito dopo arriva Gemini che si vendica per la morte dei propri famigliari togliendo la vita all'uomo con l'asfissia mentre Farah sequestra Enea per cercare di chiarirsi con lui e metterlo in guardia. Barengo scopre che la Nexus ha a che fare anche con gli attacchi e le cure ai campi di Meymaneh e Panjab e che a firmare i rapporti dell'intelligence era il colonnello Moretti. La TF-45 lo trova agonizzante in una sauna di Roma Termini mentre farfuglia il nome di tale Cagliostro che avrebbe coperto l'attacco di Farah e insabbiato altre operazioni; nella piscina Enea trova un orecchino di Samira; dall'esasperazione Visentin decide di abbandonare la squadra e Samira si mette in contatto con Enea chiamando al cellulare di Moretti per metterlo in guardia ancora una volta. Visentin viene arrestato in stazione dall'AMIS e messo sotto torchio dalla Borghi senza risultati. Giulia, rifugiatasi in un centro accoglienza di donne, decide di chiarirsi con Rebecchi e si fa venire a prendere. Nel frattempo Enea insieme a Frezzo va a casa a casa di Guidi per chiedergli di Cagliostro ma lo trova morto e, a causa di uno stratagemma messo in atto da Testa, finisce rinchiuso nella panic-room della villa con il cadavere e viene arrestato dagli agenti dell'AMIS guidati da Rebecchi.
- Ascolti Italia: telespettatori 2 791 000 - share 11,80%[3]

## Quarta puntata
Giulia sta aspettando in macchina Francesco mentre è in corso l'operazione nella villa di Guidi ed è costretta a fuggire appena vede Testa avvicinarsi venendo soccorsa da Frezzo e Barengo che stavano fuggendo in camper. All'AMIS la Borghi interroga Enea che le racconta di Cagliostro. Giulia viene tenuta al sicuro dalla TF-45 mentre Rebecchi continua a cercarla aiutato dall'agente Nardini. Il colonnello Montani rientra dall'Afghanistan per interrogare Enea che lo accusa di essere un traditore e che neanche con l'elettroshock rivela il nascondiglio dei compagni con Rebecchi che interviene per fermare la tortura. La Borghi offre a Visentin la libertà ma in cambio deve farsi dire da Enea il nascondiglio degli altri. Enea in cella intuisce tutto dato che nota le telecamere, fa capire a Viso di stare al gioco, per finta vengono alle mani e si liberano prendendo in ostaggio le guardie che sono intervenute. Tramite la connessione protetta di Nardini dalla sala informatica contattano la TF-45 e Barengo, entrando nel database dell'AMIS, scopre che Cagliostro non è altro che la Borghi. Questa al telefono gli nega di essere complice del complotto afghano dopo di che i due soldati riescono a fuggire attraverso la rete idrica seminando Rebecchi e venendo soccorsi da Frezzo e Landini. La Borghi, appena nominata nuovo capo dell'AMIS, patriotticamente incolpa Montani dell'attacco alla TF-45 in Afghanistan e lui le dice che può essere utile ancora ai suoi soci che presto incontrerà. Intanto Nardini e Rebecchi iniziano a fare delle ricerche personali non fidandosi della Borghi. Al funerale di Guidi, nascosti dietro a un cespuglio, Enea e Giulia (che non gli ha voluto confessare di avere una storia con Rebecchi) notano un personaggio strano accanto alla Borghi: è Ranieri Dorrico industriale con precedenti per corruzione finiti in prescrizione. In quel momento la Landini e Barengo, attraverso il dossier avuto da Agliardi, scoprono che ad aver brevettato il vaccino per l'ebola è stata la Pharmadoor, società proprio di Dorrico. Rebecchi nota i fratelli allontanarsi dal cimitero e lì segue svelando così la loro relazione ad Enea che infine gli rivela che la Borghi è Cagliostro. Dorrico la incontra in una cappella del cimitero e le confessa di aver bombardato la TF-45 con un suo drone e di voler continuare a testare i virus sui profughi; la dottoressa cercasi opporsi ma viene costretta a diventare suo complice.
Intanto Enea viene incolpato anche della morte di Agliardi e, nel ricordare con la squadra che Gemini è riuscito facilmente a trovare e a uccidere Agliardi e anche Moretti, capisce che la talpa è De Lucia che aveva liberato Gemini nella casa di Torvaianica. Il caporale confessa tutto ad Enea anche di aver informato Gemini sulla Pharmadoor di Dorrico e, dopo l'arrabbiatura, lo fa scappare con la moglie incinta. La Borghi continua a farsi degli scrupoli e in casa sua viene attaccata da Montani ma Rebecchi arriva appena in tempo e gli spara uccidendolo, si fa raccontare tutto dalla collega, la ammanetta in casa e insieme ai suoi agenti si dirige alla Pharmadorr. Qui sono intanto già arrivati quelli della TF-45: Landini e Visentin neutralizzano la sicurezza esterna e copiano dei dati dai pc aziendali; anche Gemini e Samira sono all'interno dell'edificio per vendicarsi, disattivano le telecamere di sicurezza, fanno fuori gli altri agenti di sicurezza e fanno irruzione nella riunione dei soci ma Testa aveva già intuito tutto ed è scappato di nascosto con Dorrico. Nell'uscire dagli uffici la Landini viene colpita nel conflitto a fuoco con delle guardie e muore tra le braccia di Visentin. Gemini viene preso da Enea e Frezzo mentre Samira viene lasciata andare rivelando al capitano di essere alla ricerca della figlia Fedora che le hanno rapito a Farah. Barengo sblocca il sistema appena in tempo prima che il gas emesso soffochi tutti e all'uscita gli agenti di Rebecchi arrestano Gemini.
- Ascolti Italia: telespettatori 2 754 000 - share 10,83%[4]

## Quinta puntata
Fedora e molti altri bambini sono vittime degli esperimenti della dottoressa Grünwald in una struttura di Malta.
Dorrico e Testa, colpiti da un mandato di cattura internazionale, si sono rifugiati proprio a Malta dove avverrà l'asta per la vendita del virus come arma batteriologica. L'azione sovversiva del TF-45 viene data alla stampa come azione sotto copertura ma la squadra viene divisa per non essere d'intralcio all'AMIS: Visentin viene trasferito alla caserma di Aosta in qualità di istruttore, Frezzo passa all'intelligence dell'ambasciata italiana a Los Angeles, De Santis viene promosso comandante come sostituto di Montani in Afghanistan e Barengo viene riassunto all'AMIS. Inoltre Enea e Frezzo trovano delle cimici a casa di Giulia e capiscono di essere stati tagliati fuori. Intanto Gemini e la Borghi vengono interrogati e quest'ultima viene rilasciata e reintegrata per lavorare per conto del sottosegretario con lo scopo di rimettersi in contatto con Dorrico ma intanto il marito Flavio Parisi decide di separarsi da lei e di toglierle la figlia Alice.
L'ex segretario e consigliere della Pharmadorr racconta a Rebecchi che l'azienda non era interessata solo a vaccini e che in Afghanistan la Nexus era comandata da Anja Grünwald, dottoressa esperta di esperimenti di armi batteriologiche che si sarebbe poi suicidata.
Barengo informa Enea del fatto che Dorrico e Testa sono a Malta e così il capitano, Frezzo e Visentin si recano sul posto eludendo la sorveglianza dell'AMIS. Qui Enea vede Samira sulla nave dell'affarista Tony Lee Yung con cui è entrato in contatto per trovare la figlia spacciandosi per Califa, biologa interessata a "Legacy" ovvero il ceppo variante del virus ebola. Barengo mette in contatto Enea con il detenuto Gemini che gli racconta che il coreano Yung è a Malta per l'asta di Dorrico e che i bambini sono immuni al virus dopo di che il tecnico viene arrestato all'AMIS.
Rebecchi torna da Giulia e i due fanno l'amore ma la ragazza lo sorprende mentre sta piazzando altre cimici, lo attacca e lo manda via.
Enea cerca invano di acchiappare Samira mentre Visentin segue il coreano fino al luogo dell'incontro dove si scontra con Testa.
- Ascolti Italia: telespettatori 2 833 000 - share 11,89%[5]

## Sesta puntata
Visentin è ferito dalla coltellata di Testa che lo sta inseguendo e prima di morire scrive qualcosa col sangue sul suo braccio. Testa accende il cellulare di Visentin cosicché Enea e Frezzo lo localizzino e si rechino sul posto dove tale Angelo, mercenario assoldato da Testa, tende loro un agguato ma viene freddato dal pronto Enea. Facendo credere alla Borghi di essere andato a Neuchâtel alla ricerca di Dorrico Rebecchi si reca a Malta dove con la polizia locale trova i due cadaveri e, con l'aiuto di Nardini dall'AMIS, individua Angelo Carbone, ex soldato dei reparti speciali e compagno di Testa in Yemen. Enea e Frezzo dal simbolo visto sul braccio di Visentin intuiscono che si volesse riferire al Resort Sunrise di Buġibba dove si tiene l'incontro tra Dorrico e Yung. Qui fuori individuano Modir Qabbani, egiziano cresciuto in Italia tra i maggiori ricercati dalla CIA, e Abu Yafar di Boko Haram e tramite il server dell'albergo vengono a conoscenza che ci sono anche i fratelli mafiosi Rino e Rosario Lanza. I due militari li incontrano per strada, li sequestrano e, scambiando le loro identità, entrano nell'albergo al loro posto; tra i presenti trovano oltre a Samira e Yung anche un ex collaboratore di Slobodan Milošević e ora capo della criminalità serba e Seidou Abbian dell'altro comando dell'esercito sudanese.
Intanto Rebecchi si reca a casa di Carbone dove trova il numero di targa di un infermiere e delle armi e riesce ad uscire prima che arrivi Testa il quale riesce appena in tempo ad eliminare le prove del numero di targa prima dell'arrivo della polizia.
Intanto la Borghi scopre che Rebecchi non è in Svizzera ma è a Malta. Questo segue l'infermiere che ha reclutato un barbone per la diretta dimostrazione dell'esperimento all'asta. La dottoressa Anja Grünwald, che non è morta come aveva fatto pensare, presenta l'asta che si aggiudica Enea per 2 miliardi a discapito di Yung. In quel momento Testa e i suoi uomini fanno irruzione nell'albergo per impossessarsi del materiale, annientano la sicurezza e sequestrano la dottoressa mentre Rebecchi tiene sotto torchio tutti gli ospiti nella sala e viene arrestato dalla polizia maltese, Frezzo recupera il siero dall'infermiere prima di ucciderlo e Ivan, il responsabile dei test sui bambini, riesce a fuggire con Fedora a bordo di un elicottero seminando Enea e Samira e tornando alla struttura dove sono tenuti anche gli altri bambini. Testa tortura la Grünwald colpevole secondo Dorrico di avergli rubato fondi e ricerche e, stremata, rivela dove sono tenuti i bambini dopo di che viene ugualmente finita da Testa. Intanto Fedora e gli altri bambini cercano di fuggire dalla struttura ma vengono fermati da Ivan e dagli altri inservienti. Localizzata la villa di Dorrico, Frezzo, Enea e Samira vi si dirigono trovando solo il cadavere della dottoressa e un filmato lasciato da Dorrico che dimostra il coinvolgimento del padre di Enea nella sperimentazione del virus.
- Ascolti Italia: telespettatori 2 779 000 - share 11,54%[6]

## Settima puntata
Rebecchi, come anche gli altri ospiti dell'albergo, viene liberato per via diplomatica e riportato a Roma dalla Borghi con cui inizia a collaborare scoprendo grazie a Nardini che Romeo De Santis aveva denunciato tutto all'ONU e che Dorrico e Testa da Malta sono volati a Napoli e da lì hanno raggiunto Fiumara Grande (foce del Tevere) a bordo di un motoscafo. Intanto Enea, ritornato a Roma con Frezzo e Samira, mostra il video del padre a Giulia che rimane sconvolta. Rebecchi prova a convincere Giula a farsi mettere in contatto con Enea per collaborare alla cattura di Dorrico ma lei rifiuta e riferisce tutto al fratello anche del fatto che Dorrico è tornato a Roma. Questo alla pompa di benzina di Amir incontra Alexander Musil, contractor ed ex militare russo che per lui assolda alcuni mercenari con lo scopo di sequestrare i bambini dal laboratorio; Amir rivela l'accaduto ad Enea mandando una mail con delle foto dell'incontro. Enea capisce che per arrivare a Musil serve Gemini e così tramite Giulia fa venire alla sua base Rebecchi e lo convince a farlo incontrare con Samira; inoltre Enea e Frezzo si arruolano come mercenari per Musil coperti da Rebecchi. Convinta la Borghi con uno stratagemma, Rebecchi incontra Gemini con Samira in veste di interprete facendosi dare la mail di Musil.
Ivan decide di vendere i bambini all'egiziano Modir Qabbani e si accorda per vedersi all'ex dogana allo Scalo di San Lorenzo ma la conversazione viene intercettata da Testa.
Intanto Frezzo alla base si sente male e rivela di essersi infettato a Malta nel conflitto con l'infermiere e viene portato in ospedale facendo saltare l'operazione della squadra. Rebecchi riesce però a portare dalla sua parte la Borghi e fa liberare Barengo che procura la copertura a lui e ad Enea per infiltrarsi tra i mercenari.
Giulia insieme ad Enea e Samira legge il diario del padre con delle frasi di pentimento per quello che stava facendo con la Grünwald.
La vendita dei bambini sta per avvenire, Enea e Rebecchi si arruolano senza problemi con Musil nel luogo dell'incontro seguiti a distanza da Samira e Giulia e dalla Borghi con Nardini. Qui Qabbani consegna i soldi a Ivan che però gli fa vedere solo Fedora mentre gli altri bambini sono nascosti lì vicino con la collega Anna e così si arriva alle armi. In quel momento i mercenari irrompono sulla scena aprendo il fuoco mentre Enea e Rebecchi fanno piazza pulita senza distinzione uccidendo anche Musil. Nel frattempo la Borghi, Nardini e Giulia trovano Anna e i bambini e vengono raggiunti da Rebecchi mentre Samira trova Fedora ma le due vengono prese in ostaggio da Dorrico e Testa e anche Enea cade nella loro trappola.
- Ascolti Italia: telespettatori 2 515 000 - share 10,24%[7]

## Ottava puntata
Enea e Samira sono prigionieri mentre Fedora viene tenuta lontana da loro sotto la sorveglianza di Dorrico che fa estrarre il virus da lei per testarlo sugli altri due nella speranza di trovare la cura. La Borghi convince il marito a occuparsi della cura di Frezzolini e dei bambini infettati che si ricongiungono con Anna. Gemini fornisce a Rebecchi dei nomi di medici e Nardini e Barengo individuano il dottor Vittorio Botti che è stato cacciato dall'Esercito che è fuggito dalla libertà vigilata dopo aver passato 5 anni in carcere per aver collaborato con i cartelli della droga e inoltre risalgono a Franco Doppieri, hacker che ha trascorso con lui 2 anni in carcere e che ha ordinato per lui i macchinari per mettere su il laboratorio. Testa decide di abbandonare Dorrico e sparisce a bordo di una barca per il Tevere. Enea riesce a liberarsi e si scontra con Dorrico uccidendolo in giardino mentre Botti tenta la fuga ma viene fermato da Enea che si offre come cavia e si fa iniettare il virus ma si scopre che suo padre lo aveva vaccinato e che quindi ha dentro di sé la cura del virus. Nella ricerca a Doppieri, dal satellite Giulia De Santis individua Testa sul Tevere e trova la villa lì vicino mandando sul posto la Borghi e Nardini mentre Rebecchi si scontra con Testa uccidendolo. Dopo essere riuscito a curare Samira e Fedora, Botti tenta la fuga ma viene freddato dalla Borghi e Nardini arrivati fuori dalla villa.
Il marito della Borghi intanto riesce a risalire ai medicinali che Anna somministrava ai bambini per frenare il virus e infine somministra loro la cura mentre Frezzo, nonostante la malattia è già allo stadio avanzato, si risveglia.
Qualcuno si spaccia per un agente dell'AMIS e preleva Anna Mancini dall'ospedale con il virus. La Borghi decide di lasciare il suo posto a Rebecchi e Gemini le confida di aver paura di essere ucciso.
Passata una settimana, Barengo riesce a far ricongiungere i bambini con i parenti. Gemini viene avvelenato e sull'ambulanza trova come infermiere Romeo De Santis che è ancora vivo. Giulia e Francesco decidono lasciare l'Italia per cambiare vita ma alla ragazza arriva la chiamata del padre avvisandola che Enea è in pericolo. Questo è al lago con Samira e Fedora quando riceve un sms dopo di che pare essere colpito da un cecchino misterioso.
- Ascolti Italia: telespettatori 2 975 000 - share 13,78%[8]